# Noailhac (Corrèze)
Noailhac (okzitanisch Noalhac) ist eine französische Gemeinde mit 351 Einwohnern (Stand 1. Januar 2022) im Département Corrèze am westlichen Rand des Zentralmassivs. Die Einwohner nennen sich Noailhacois(es).

## Geografie
Tulle, die Präfektur des Départements, liegt ungefähr 35 Kilometer nordöstlich, Brive-la-Gaillarde etwa 15 Kilometer nordwestlich und Beaulieu-sur-Dordogne rund 25 Kilometer südöstlich.
Die Loyre, ein linker Nebenfluss der Corrèze, entspringt im Gemeindegebiet.

### Nachbargemeinden
Nachbargemeinden von Noailhac sind Lanteuil im Norden, Lagleygeolle im Nordosten, Collonges-la-Rouge im Osten, Ligneyrac im Süden und Turenne im Südwesten und Westen.

### Verkehr
Die Anschlussstelle 52 zur Autoroute A20 liegt etwa zwölf Kilometer nordwestlich.

## Geschichte
Ursprünglich bestand das Städtchen nur aus einem kleinen Schloss und einer Kirche und kam im 13. Jahrhundert in den Besitz der Vicomtes de Turenne. Durch diesen Besitzübergang wurde die Gemeinde auch an die Kastellanei von Collonges angeschlossen. Auf Verlangen des Vicomte kam das Dorf unter die Obhut der Famille d’Astorg. 1738, nach dem Niedergang des Hauses Turenne, kauften die Herzöge von Noailles den Ort.

### Wappen
Beschreibung: Das Wappen ist gespalten und links in Gold und Blau geteilt. Rechts in Gold drei grüne Schrägbalken (Wappen der Salignac de La Mothe-Fénelon). Links oben eine rote Hand und unten drei silberne Türme (Wappen der Pompadour).

## Bevölkerungsentwicklung
| Jahr      | 1962 | 1968 | 1975 | 1982 | 1990 | 1999 | 2007 | 2018 |
| Einwohner | 337  | 276  | 242  | 266  | 276  | 310  | 329  | 370  |

## Sehenswürdigkeiten

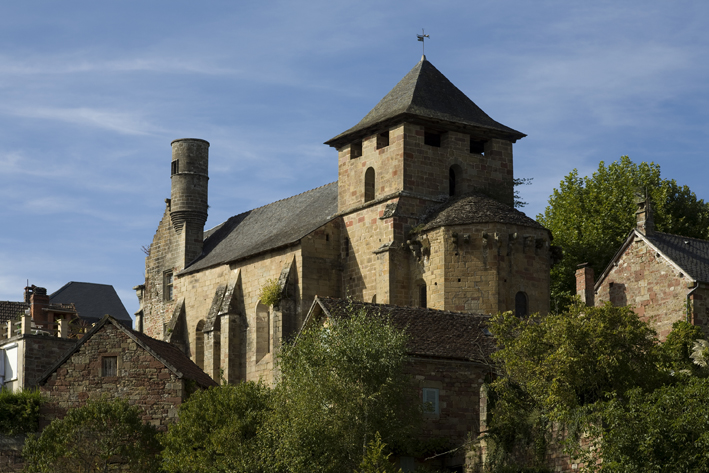
Die Kirche Saint-Pierre-ès-Liens mit ihrem Scharwachtturm

- Die Kirche Saint-Pierre-ès-Liens, ein Sakralbau aus dem 12. und 15. Jahrhundert, ist als Monument historique seit dem 6. Februar 1923[1] klassifiziert. Interessant ist dabei vor allem die Südfassade des Gebäudes, denn dort ragt ein beeindruckender Scharwachtturm nach oben heraus.
- Das Château de Lacoste, ein Schloss aus dem 15., 17. und 18. Jahrhundert, ist als Monument historique seit dem 16. Mai 1972[2] klassifiziert.